# Hermes (rymdfarkost)
Hermes var en rymdfärja som Europeiska rymdorganisationen (ESA) planerade att bygga. Projektet föreslogs redan 1978 av den franska regeringen, men först 1987 offentliggjordes det. Enligt planen skulle färjan flyga 1995, men projektet avvecklades för gott 1993 efter att de finansiella och politiska förändringarna i världen gjort det ointressant. Ingen rymdfärja byggdes.
Hermes skulle skjutas upp med hjälp av en Ariane 5-raket och kunna föra med sig tre astronauter samt 3 000 kg last. Startvikten skulle varit 21 000 kg, vilket är precis på gränsen för vad en förlängd Ariane-5 klarar av.